# Das Sichtbare und das Unsichtbare
Das Sichtbare und das Unsichtbare ist ein deutscher Film aus dem Jahr 2006. Regie führte Rudolf Thome.

## Inhalt
Die beiden Künstler Maria und Marquard leben zusammen in einer Beziehung. Marquard wird für sein Lebenswerk mit dem Gauguin-Preis geehrt, was allerdings seiner Meinung nach 20 Jahre zu spät geschieht. Marquards Inspiration sind neben seinen Geliebten das Motorradfahren und der Wodka.
Maria leidet sehr darunter, dass ihr Mann fremdgeht und verarbeitet ihren Schmerz in ihren Bildern.
Auch sie führt noch heimlich eine weitere Beziehung.
Nach der Preisverleihung gerät Marquard in eine Schaffenskrise und verbringt mit seiner Tochter ein Wochenende am Meer. Sie einigen sich darauf, dass sie in dieser Zeit nicht miteinander sprechen, sondern nur durch Zeichen und einen Notizblock kommunizieren.
Maria macht sich zur selben Zeit Sorgen um Marquard, da er den Ausflug nicht angekündigt hat und sie einen Motorradunfall vermutet. Außerdem malt Maria ein Bild, dem sie den Titel „Das Sichtbare und das Unsichtbare“ gibt.
Nachdem sich die Situation aufgeklärt hat, kann Marquard im Wodkarausch sein Bild vollenden. Im Selbstgespräch bereut er es keinen Abschiedsbrief hinterlassen zu haben und bricht daraufhin zusammen.

## Kritik
„Rudolf Thomes 25. abendfüllende Regiearbeit ist erneut eine Versuchsanordnung, die den Charakteren Gelegenheit gibt, sich mit ihrem Leben und ihren Erwartungen zu arrangieren und beides in Einklang zu bringen. In der Hauptrolle glaubhaft gespielt, lässt der Film reizvolle Interpretationen von Thomes Werk zu.“